# Вайблинген
Вайблинген (на немски: Waiblingen) е град в Баден-Вюртемберг (Германия) с 52 302 жители (към 31 декември 2012) на ок. 10 км североизточно от столицата Щутгарт.